# Gert Scobel

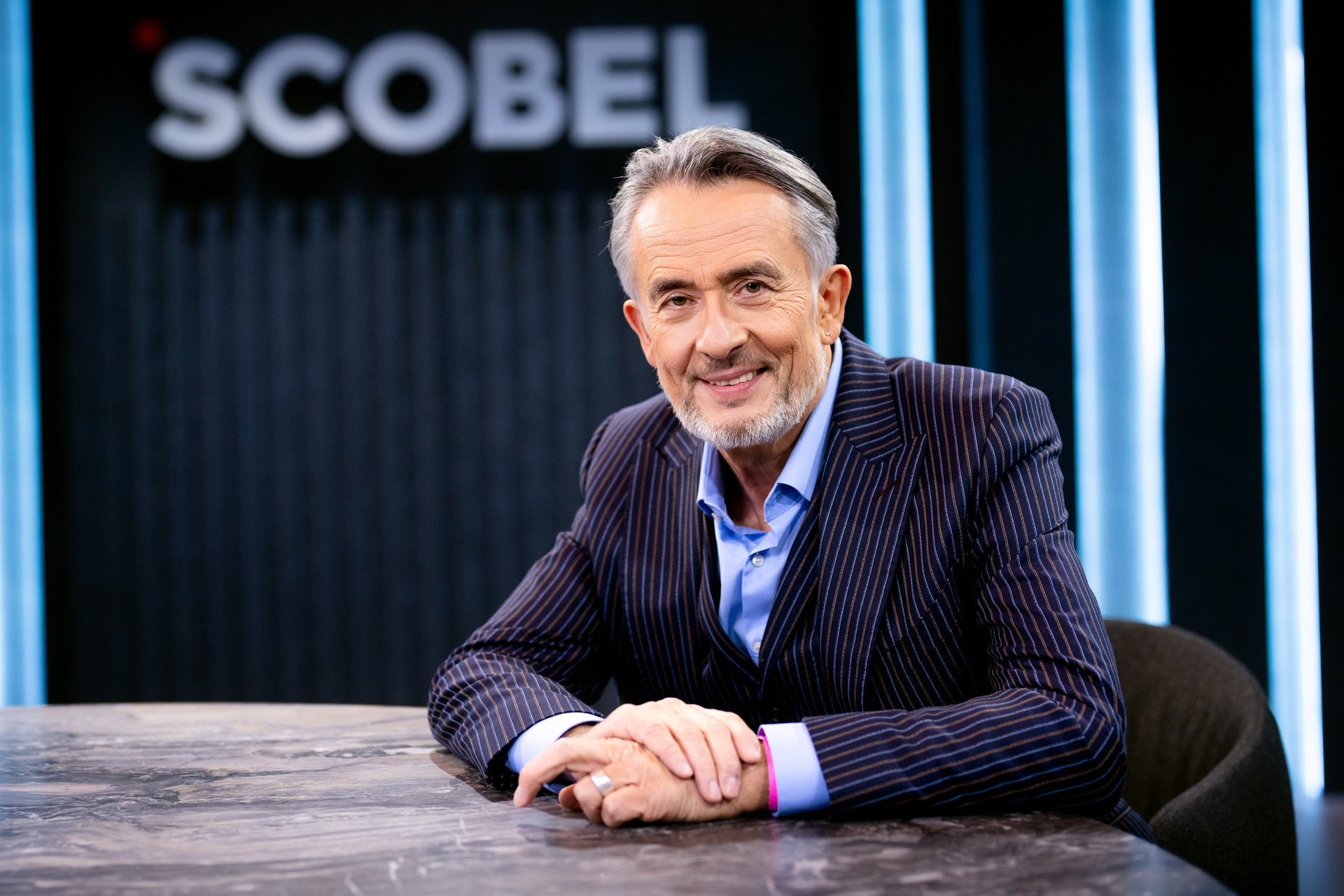
Gert Scobel (2022)

Gert Scobel (* 12. Mai 1959 in Aachen) ist ein deutscher Journalist, Fernsehmoderator, Autor und Philosoph.

## Leben

### Ausbildung
Gert Scobel studierte ab 1977 Philosophie und katholische Theologie. Zunächst studierte er an der Jesuiten-Hochschule St. Georgen in Frankfurt am Main, wo er 1983 das Diplom in katholischer Theologie ablegte. Später studierte er an der University of California, Berkeley, wo er ebenfalls einen Abschluss als Master of Arts im Jahre 1981 machte. Während seines Studiums wurde er in die Studienstiftung des deutschen Volkes aufgenommen. Zurück in Frankfurt am Main, vertiefte er an der Johann Wolfgang Goethe-Universität seine Kenntnisse in Wissenschaftstheorie und Sprachphilosophie. Außerdem lehrte er drei Monate an der University of San Francisco. 

### Berufslaufbahn
Ab 1985 arbeitete Scobel als freier Mitarbeiter für ein Magazin der Frankfurter Allgemeinen Zeitung sowie beim Hessischen und Westdeutschen Rundfunk. 1988 absolvierte er ein Volontariat beim Hessischen Rundfunk. Ab 1989 arbeitete Scobel als freier Kulturjournalist für Hörfunk, Fernsehen und Printmedien und war Autor von TV-Dokumentationen und -features, u. a. über Ethik in Wirtschaft und Industrie, Gehirnforschung und Künstliche Intelligenz.
Seit 1995, also von Anfang an, war Scobel einer der Moderatoren der täglichen 3sat-Sendung Kulturzeit, aus der er im Dezember 2007 ausstieg. Im Jahre 1997 absolvierte er ein EICOS-Wissenschaftsstipendium am Max-Planck-Institut für Neurobiologie in Martinsried bei München. 1998 war er Mitbegründer des 3sat-Wissenschaftsmagazins nano. Von 1999 bis 2000 moderierte er das Literaturmagazin Leselust im WDR-Fernsehen.
Zusätzlich moderierte er von 2001 bis 2003 als Anchorman das ARD-Morgenmagazin, von 2002 bis 2003 als Moderator das Literaturmagazin Bücher Bücher im HR-Fernsehen und von 2004 bis Januar 2008 an jedem zweiten Donnerstagabend die Sendung delta bei 3sat, die er auch leitete und konzeptionell verantwortete. Von 2003 bis 2014 übernahm er zunächst allein und ab 2008 und bis 2014 im Wechsel die Moderation der Sendung sonntags – TV fürs Leben im ZDF.
2006 absolvierte er ein zweites EICOS-Wissenschaftsstipendium am Max-Planck-Institut für biophysikalische Chemie in Göttingen sowie am Weizmann-Institute of Science in Rehovot, Israel.
Ab 2006 führte er am Institut für Hermeneutik und Religionsphilosophie der Universität Zürich bei Ingolf Dalferth ein Promotionsprojekt zum Thema Pluralismus – Überlegungen zu einer Theorie komplexer Systeme durch, das er nicht abschloss. Daneben beschäftigt sich Scobel mit den Themen Weisheit und Meditation an der Schnittfläche von Theologie und Wissenschaft sowie mit ethischen und politischen Aspekten der Digitalisierung.
Im Jahre 2007 konzipierte und moderierte er die Philosophie- und Kultursendung nächster Halt auf Kika. Seit April 2008 präsentiert er als Redaktionsleiter und Moderator bei 3sat die einmal wöchentlich ausgestrahlte Sendung scobel. Seit 2015 ist er nicht mehr als Redaktionsleiter tätig. Das Ende der Sendung zum Sommer 2025 wurde im Zuge seines Kanalsendes auf YouTube bekannt gegeben.
Seit 2013 ist er Teil der Programmleitung des Kölner Philosophie-Festivals phil.cologne.
Neben der auf 3sat ausgestrahlten Sendung moderierte er von September 2020 bis Dezember 2024 ein zusätzliches Format von scobel auf YouTube. In den wöchentlich erschienenen Videos gab er meist kurze Einführungen in philosophische Themen, kommentierte aber auch politische Fragen oder führte Gespräche. Die Sendungen wurden von ZDF, 3sat und Objektiv Media Videos produziert. Am 27. Dezember 2024 gab er in einem Youtube-Video bekannt, dass er zum Jahreswechsel, im Zuge seiner bevorstehenden Rente, die Arbeit auf seinem Youtube-Kanal einstellen werde. Allerdings ließ er durchblicken, dass es potentiell in Zukunft einen neuen Youtube-Kanal oder Podcast geben könnte.

### Lehrtätigkeit an Hochschulen
Scobel hatte mehrere Gastdozenturen inne, unter anderem bei der Universität Duisburg-Essen und der Universität Witten/Herdecke. Seit 2016 ist er Honorarprofessor für Philosophie und Interdisziplinarität an der Hochschule Bonn-Rhein-Sieg. Seit 2018 ist Scobel Direktoriumsmitglied des „Zentrum für Ethik und Verantwortung“ als wissenschaftlicher Einrichtung der Hochschule Bonn-Sieg. Ebenfalls 2018 übernahm er eine Gastprofessur für Politikmanagement der Stiftung Mercator an der NRW School of Governance.
Schwerpunkte von Scobels Arbeit sind Fragen der Wissenschaftstheorie, Wissenschaftsgeschichte, Ethik und Medien – insbesondere Fragen, die durch die Komplexität des Lebens und den Gebrauch selbstlernender Algorithmen (Ethik der Algorithmen) und künstlicher Intelligenz auftreten. Scobel spricht in diesem Zusammenhang auch von „Weisheitsforschung“.

### Mitgliedschaften
Gert Scobel ist seit 2016 Mitglied im PEN-Zentrum Deutschland und Mitgründer des PEN Berlin.

### Privatleben
Scobel lebte bis 2008 mit Susanne Fröhlich zusammen, die er während seines Volontariats beim Hessischen Rundfunk kennengelernt hatte.  Sie lebten in der Nähe von Frankfurt am Main und haben zwei gemeinsame Kinder.
Scobel praktiziert seit mehr als 35 Jahren Zenmeditation.

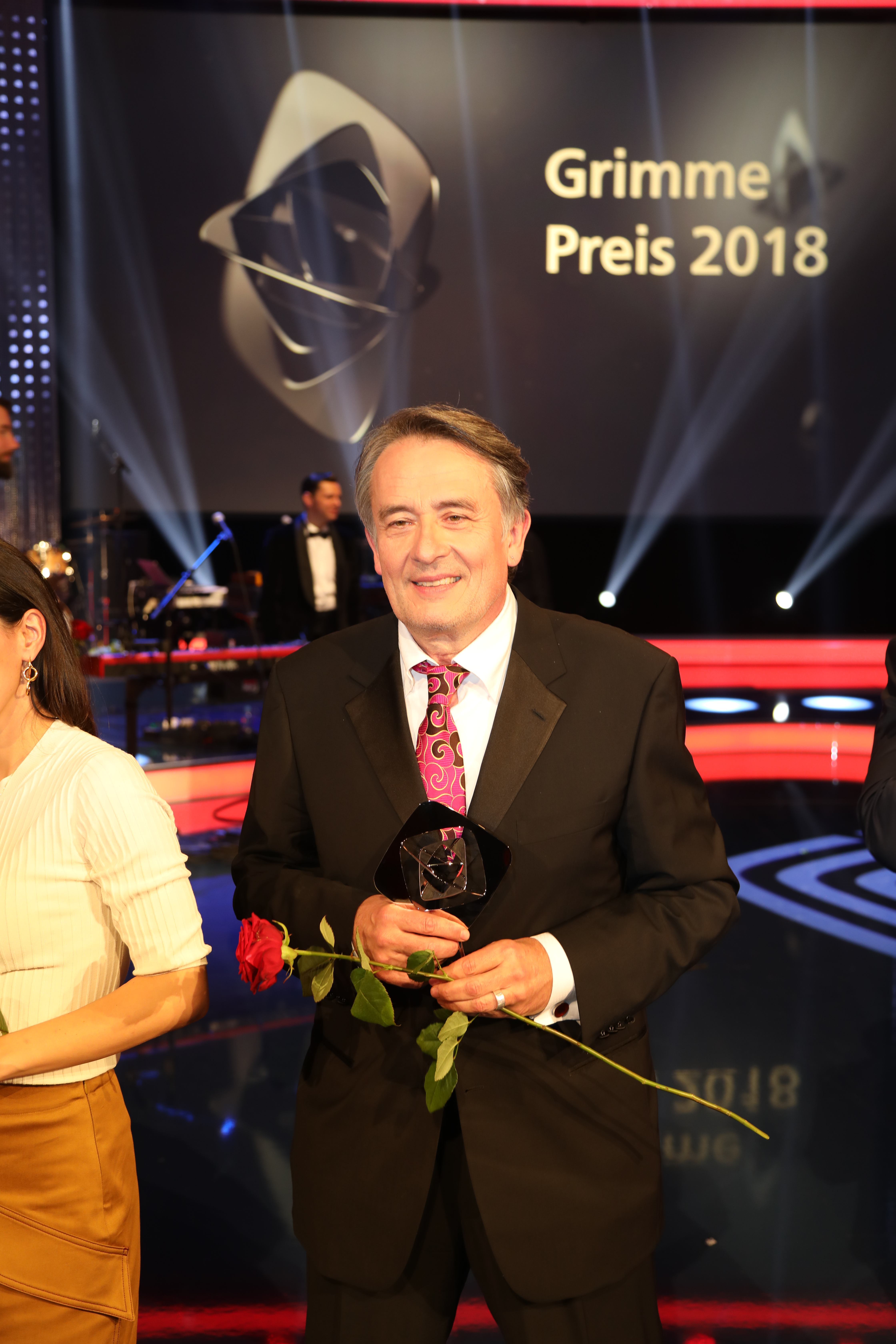
Gert Scobel beim Grimme-Preis 2018

## Auszeichnungen und Nominierungen
- 1998: Deutscher Fernsehpreis und Grimme-Preis-Nominierung in der Kategorie „spezial“ für die Moderation von Kulturzeit [1]
- 2001: Bayerischer Fernsehpreis für die Moderation von Kulturzeit und delta und Nominierung für den Adolf-Grimme-Preis spezial[1]
- 2004: Nominierung für den Grimme-Preis 2004[1]
- 2005: Grimme-Preis in der Kategorie „spezial“ für die Moderation von Kulturzeit und die Moderation und Redaktion von delta[1]
- 2006: „Kulturjournalist des Jahres“ des Medium Magazins[1]
- 2007: Zusammen mit Lutz Hachmeister Nominierung für den Deutschen Fernsehpreis für den Dokumentarfilm Ich – Marcel Reich-Ranicki[1]
- 2018: „Besondere Ehrung“ des Deutschen Volkshochschul-Verbands, zusammen mit Inge von Bönninghausen und Armin Wolf, verliehen im Rahmen des 54. Grimme-Preises und Preis für Wissenschaftspublizistik 2018 der Deutschen Gesellschaft für Psychologie[1]
- 2019: Lorenz-Oken-Medaille der Gesellschaft Deutscher Naturforscher und Ärzte
- 2022: Grimme Online Award für das Format von scobel auf YouTube.

## Wissenschaftliche Publikationen (Auswahl)
- Gleichnisse als metakommunikative Texte (Dt. Ausgabe von: La Parabola Del Hijo Prodigo como texto metalinguistico. Planteamientos en torno a la problématica de la comprensión en Lucas 15). In: Jesus en la Reflexion exegetica communitaria. Bogota 1990. 3. Kapitel. Project: Interkulturelle Hermeneutik.
- Diabolus: The origin of violence. Evil lurks in human imitative instinct - and in the fear of freedom. In: Du: Zeitschrift Der Kultur. 2005.
- Politik als komplexes System: Bemerkungen zum Prozess der Digitalisierung, zur Anwendung von Heuristiken und zur Frage des Gemeinwohls. Politics as complex system: Remarks on the process of digitalization in regard to heuristics and the common good. In: Zeitschrift für Politikwissenschaft 29(2) 2019. DOI:10.1007/s41358-019-00190-7.
- Die Corona-Krise als philosophisches Ereignis: Sieben Thesen. In:  Bernd Kortmann, Günther G. Schulze (Hg.), Jenseits von Corona. Unsere Welt nach der Pandemie – Perspektiven aus der Wissenschaft, Bielefeld 2020. Verlag transcript. S. 165–176

## Weitere Schriften (Auswahl)
- Die Plühms bekommen ein Baby, Coautor mit Tochter Charlotte Fröhlich, Bloomsbury 2007, ISBN 978-3827052681.
- Weisheit: Über das, was uns fehlt. DuMont Literatur und Kunst Verlag, Köln 2008, ISBN 978-3-8321-8016-4.
- Wie Niklas ins Herz der Welt geriet, Berlin Verlag, 2008,  ISBN 978-3827053190.
- Der Ausweg aus dem Fliegenglas: Wie wir Glauben und Vernunft in Einklang bringen können. Fischer, Frankfurt 2010, ISBN 978-3-10-070214-2.
- Warum wir philosophieren müssen. Die Erfahrung des Denkens. S. Fischer Verlag, Frankfurt am Main 2012, ISBN 978-3-10-070215-9.
- Der fliegende Teppich. Eine Diagnose der Moderne. Fischer Taschenbuch, Frankfurt am Main 2017, ISBN 978-3-596-03689-9.
- NichtDenken. Achtsamkeit und die Transformation von Körper, Geist und Gesellschaft. Nicolaische Buchhandlung, NP&I, Berlin 2018. ISBN 978-3-96476-012-8.
- Zwischen Gut und Böse, mit Markus Gabriel. Edition Körber, 2021, ISBN 978-3-89684-287-9.
- mit Karl-Rudolf Korte und Taylan Yildiz (Hg.): Heuristiken des politischen Entscheidens. Suhrkamp, Berlin 2022, ISBN 978-3-518-29954-8.

## Filme
- Ich, Reich-Ranicki (zusammen mit Lutz Hachmeister), Dokumentarfilm, ZDF, 2006.